# グレートプロレスリング
グレートプロレスリングは、かつて存在した日本のプロレス団体。

## 概要
2006年4月、ピンクタイガーが網飛鳥を初代代表に擁立して設立。以降は2代目代表にピンクJOMを経て3代目代表に安藤頼孝が務めていた。ここで言う代表とは、いわゆるギミックで初代代表から3代目代表に至るまでグレートプロレスでの実権は無く実権を握っている黒幕がいるらしい。

## 歴史

### 2006年
- 4月21日、バトルスフィア東京で旗揚げ戦「ケツ祭り大乱舞」を開催。
- 5月31日、新木場1stRINGで「旗揚げ第2戦」を開催。
- 6月25日、B-CLUBで「道場マッチ」を開催。
- 7月25日、新木場1stRINGで「サムライ佐藤引退記念興行〜夏本番!新木場本番!〜」を開催。
- 9月16日、千葉Blue Fieldで「"HOT STAFF"桂ヤスヒロJr.&マグナム大江戸凱旋記念興行」を開催。
- 10月15日、歌舞伎町クラブハイツで「グレプロ大復活祭〜赤字喰ったら即解散、グレプロの灯を消すなSP〜」を開催。
- 12月31日、新木場1stRINGで「モリヤターミナル」を開催。

### 2007年
- 1月1日、新木場1stRINGで「モリヤターミナル」を開催。
- 2月27日、新木場1stRINGで「スーパーたまぷくろアクションシリーズ」を開催。
- 4月24日、新木場1stRINGで旗揚げ1周年記念大会「モロ出し!グレートプロレス」を開催。
- 5月24日、新木場1stRINGで「GREAT STATION〜凄井駅〜」を開催。
- 6月17日、CLUB RUDEで「しょぼグレ」を開催。
- 7月8日、B-CLUBで「道場マッチ2」を開催。
- 7月21日、杉並区立松ノ木小学校グラウンド特設会場で「グレプロ in 松ノ木地域交流納涼祭」を開催。
- 8月27日、新木場1stRINGで「ビアホールJOMvs浜野商店」を開催。
- 9月16日、千葉Blue Fieldで「カッツラハウス」を開催。
- 10月11日、新宿FACEで「グレ武者」を開催。
- 11月28日、新木場1stRINGで「牛小屋グレートプロレス」を開催。
- 12月19日、新木場1stRINGで「グレートプロレスリングvsドリーミン☆プロジェクト全面対抗戦〜ドリグレ〜」を開催。
- 12月31日、新木場1stRINGで「グレートシコシプロレス」を開催。

### 2008年
- 1月9日、新木場1stRINGで「あけましてグレでとうございます」を開催。
- 2月2日、AXKICKで「節分グレートプロレス」を開催。
- 3月16日、B-CLUBで「CLUB-G1500〜グレートホワイトデー〜」を開催。
- 4月14日、新木場1stRINGで旗揚げ2周年記念大会「グレディション」を開催。
- 5月18日、新宿FACEで「無謀な昼」を開催。
- 7月10日、新木場1stRINGで「グレッスルエキスポ」を開催。
- 8月1日、汐留ガーデンステージ特設会場で「ビールとエンタな真夏のサーカス〜大人の夜の遊園地〜」を開催。
- 8月22日、汐留ガーデンステージ特設会場で「ビールとエンタな真夏のサーカス」を開催。
- 8月27日、新木場1stRINGで「グレ王杯」を開催。
- 9月13日、CPE道場で「しょぼグレ2」を開催。
- 9月14日、B-CLUBで「CLUB-G1500」を開催。
- 9月15日、千葉Blue Fieldで「カッツラハウス2」を開催。
- 10月20日、新木場1stRINGで「GREMIUM」を開催。
- 10月23日、CPE道場で「しょぼグレ3」を開催。
- 11月18日、CPE道場で「しょぼグレ4〜最強タッグレート〜」を開催。

### 2009年
- 1月27日、CEP道場で「しょぼグレ5〜グレプロ初め〜」を開催。
- 2月10日、Asagaya / Loft Aで「ミッドナイトグレートプロレス」を開催。
- 2月17日、新木場1stRINGで「グレートきゃべつ」を開催。
- 3月24日、CPE道場で「しょぼグレ6 3DAYS初日」を開催。
- 3月25日、CPE道場で「しょぼグレ6 3DAYS中日」を開催。
- 3月27日、CPE道場で「しょぼグレ6 3DAYS最終日」を開催。
- 4月7日、新木場1stRINGで「GREAT WORLD」を開催。
- 5月23日、CPE道場で「しょぼグレ7」を開催。
- 6月22日、新木場1stRINGで「GREAT PUNK」を開催。
- 7月10日、CPE道場で「グレートプロレス×CPE」を開催。
- 8月18日、CPE道場で「しょぼガーデン 3DAYS初日」を開催。
- 8月19日、CPE道場で「しょぼガーデン 3DAYS中日」を開催。
- 8月20日、CPE道場で「しょぼガーデン 3DAYS最終日」を開催。
- 9月9日、新木場1stRINGで「グレート99」を開催。
- 10月4日、シアター1010ミニシアターで「グレーザーゲーム!〜豪尻戦士カトレンジャー最終回〜」を開催。
- 11月26日、新木場1stRINGで「最強タッグレート」を開催。
- 12月13日、ぱっぷるスタジオで「しょぼグレ8」を開催。

### 2010年
- 1月11日、シアター1010ミニシアターで「あけましてグレでとうございます」を開催。
- 2月25日、新木場1stRINGで「GREAT WORLD2」を開催。
- 4月4日、シアター1010ミニシアターで「グレート44」を開催。
- 5月27日、新木場1stRINGで「ザ・グレートプロレス」を開催。
- 7月29日、新木場1stRINGで最終興行「グレプロFinal」を開催して解散。
- 8月25日、デルフィンアリーナ国際通りで「モズクマンプロデュース グレプロ番外編〜沖縄グレートプロレス〜」を開催。

### 2017年
- 12月14日、新宿FACEで「復活!グレートプロレス!〜あのグレプロが一夜限りで甦る!〜」を開催。

## タイトル
- GPWHC王座

「GPWHC」は「Great Pro-Wrestling Honored Crown」の略。王者にはチャンピオンぼうしが贈呈される。
- グレートプロレスリング認定タッグ王座
- バカキングJOM認定3バカトリオ王座

6人タッグ王座。

## 所属選手、主要参戦選手

### 正規軍
- "HOT STAFF"桂ヤスヒロJr.
- ユーエングサミー
- 園山檸檬
- 佐野直（フリー）
- 小仲＝ペールワン（暗黒プロレス組織666）
- ランチボックス星野（現：星野勘九郎）（大日本プロレス）
- 三州つば九朗（現：三州ツバ吉）（フリー）
- 326（打撃武道我円）
- ZIPANGU（プロレスリングSSS）
- ササメ（プロレスリングSSS）
- グレイト（プロレスリングSSS）

### ブルーグレートプロレスリング
- 菅原伊織（喧嘩プロレス二瓶組）
- 千葉智紹

### ブラックグレートプロレスリング
- ブラックバート（喧嘩プロレス二瓶組）
- ドン・たけむらこういち（現：たけむら光一）（打撃武道我円）
- ガッツ石島（ガッツワールドプロレスリング）
- YUIGA（現：唯我）（プロレスリング・ナイトメア）

### ピンクタイガーモンスター軍
- ピンクタイガー総帥（現：ピンクタイガー）
- ピンクタイガー弐号
- ピンクタイガーソルジャー
- ピンクタイガーコング
- ピンクJOM（現：JOM太郎）
- ピンクサブ（現：加藤誠）（フリー）

## スタッフ

### レフェリー
- ドクターK
- アイアンマン西田（フリー）
- ニード手島（フリー）
- 李日韓（大日本プロレス）

### リングアナウンサー
- 安藤頼孝（フリー）

## 歴代所属選手
- サムライ佐藤

## エピソード
東京スポーツに「日本一の貧乏団体」と書かれたがインディー団体であるグレートプロレスを記事にしてくれた東京スポーツの懐の深さに感動した所属選手とスタッフは多い。